# Scelolyperus tejonicus
Scelolyperus tejonicus es una especie de insecto coleóptero de la familia Chrysomelidae.
Fue descrita científicamente en 1874 por Crotch.